# Yumi Tanimura
Yumi Tanimura (谷村有美, Tanimura Yumi, née le 17 octobre 1965) est une chanteuse et auteur-compositeur japonaise, qui débute en 1987, chez Sony Music Japan.

## Discographie
| - 1987.11.21 : Believe In - 1988.09.01 : Face - 1989.06.21 : Hear - 1990.05.21 : PRISM - 1991.05.15 : 愛は元気です。 - 1991.12.12 : White Songs (X'mas Special Album) - 1992.12.12 : docile - 1993.08.21 : 愛する人へ - 1994.12.01 : 幸福の場所～しあわせのありか～ - 1995.10.21 : 圧倒的に片想い - 1997.10.01 : daybreak - 2001.06.20 : With My Pleasure - 1991.11.21 : With - 1994.08.01 : With II - 1998.05.20 : この愛の始まりも恋の終わりも - 1998.12.12 : With III - 2009.12.23 : Tanimura Best Coffret - 2007.12.19 : Crystal Time (intégrale) - 1990.12.21 : MY PRISM - 1991.09.21 : Feel Mie 1988-1991 - 1993.01.21 : feel mie special sound picnic - 1993.10.01 : Feel Mie 1991-1992 - 1994.12.01 : FEEL MIE SPECIAL 1993 愛する人へ - 1995.12.01 : Feel Mie 1993-1994 - 1996.07.21 : FEEL MIE SPECIAL 1996 圧倒的に片想い - 1997.08.01 : FEEL MIE SPECIAL 1996-1997 LIVE - 1998.07.01 : Two Hearts -with the complete video clips - 2004.12.24 : Heartful Christmas 03-04 | - 1987.11.21 : Not For Sale - 1988.06.22 : ガラスの午前4時 - 1988.10.21 : Boy Friend - 1989.04.07 : がんばれブロークンハート - 1989.07.21 : 明日の恋に投げKiss - 1990.04.21 : 6月の雨 - 1990.09.21 : パレード･パレード - 1990.11.21 : 友達 - 1991.04.25 : 幸せ探して - 1991.06.21 : 21世紀の恋人 - 1991.11.01 : 永遠のはじまり - 1992.06.01 : ときめきをBelieve - 1992.11.21 : いちばん大好きだった - 1993.06.21 : 最後のKISS - 1993.11.21 : SOMEBODY LOVES YOU - 1994.05.21 : しあわせの涙.元気だしてよ - 1994.07.21 : 今夜あなたにフラレたい - 1994.11.02 : あしたの私に会いたくて - 1995.02.22 : 信じるものに救われる - 1995.07.21 : MOON - 1996.05.02 : しあわせのかたち - 1997.04.21 : せめてものI LOVE YOU - 1997.08.21 : FACE UP - 1998.08.05 : 虹のふもとで - 2000.10.12 : A・RA・WA／mobile girl - 2001.02.21 : ベストセラー／真実の花 - 2001.12.05 : エントランス／名前のないうた |

## Livres
- 1991.09.20 : 愛は元気です
- 1992.11.05 : しあわせの泣きぼくろ
- 1993.03.26 : 愛は元気です
- 1993.07.12 : 愛は元気です （文庫本）
- 1994.07.20 : しあわせの泣きぼくろ （文庫本）
- 1995.11.15 : Obrigada
- 1996.03.29 : 谷村有美でよかった

## Liens
- (ja) Page officielle chez Sony Music
- (ja) Blog officiel
- (ja) Ancien Fan Club officiel